# Hajdúbagos megállóhely
Hajdúbagos megállóhely egy Hajdú-Bihar vármegyei megállóhely, melyet a MÁV üzemeltetett. A vasúti forgalom szünetel.

## Áthaladó vasútvonalak
A megállóhelyet az alábbi vasútvonalak érintik:
- Sáránd–Létavértes-vasútvonal

## Kapcsolódó állomások
A megállóhelyhez a következő állomások vannak a legközelebb:
- Sáránd vasútállomás (Sáránd–Létavértes-vasútvonal)
- Hosszúpályi megállóhely (Sáránd–Létavértes-vasútvonal)

## Forgalom
A megállóhelyen és a rajta áthaladó vasútvonal egy szakaszán a vasúti forgalom 2009. december 13-a óta szünetel.
Bővebben: 2009-es magyarországi vasútbezárások

## Megközelítése
A megállóhely Hajdúbagos északi szélén helyezkedik el, közúti megközelítése csak önkormányzati utakon keresztül lehetséges.